# 近畿百景
近畿百景（きんきひゃっけい）は、郵政省近畿郵政局が1985年（昭和60年）7月10日から9月10日までの2か月間実施した、公募による観光地選定事業。一般市民によるハガキでの投票で、約130万票（1,297,498）の応募があり、その票数に基づいて決定された。
最多となる56,776票を集めた「五老ヶ岳からの舞鶴湾」が1位に選出された。2位の兵庫県辰鼓楼との差は、10,295票だった。

## 一覧
- 1位 - 五老岳からの舞鶴湾（京都府）
- 2位 - 辰鼓楼（兵庫県）
- 3位 - 淡路島（兵庫県）
- 4位 - 瀞峡（和歌山県）
- 5位 - 伏見稲荷（京都府）
- 6位 - 七種の滝（兵庫県）
- 7位 - 北山杉（京都府）
- 8位 - 室生寺（奈良県）
- 9位 - 八坂神社を中心とする祇園祭（京都府）
- 10位 - 宝山寺（奈良県）
- 11位 - 福知渓谷（兵庫県）
- 12位 - 塩田川（兵庫県)
- 13位 - 千種川（兵庫県）
- 14位 - 箕面大滝（大阪府）
- 15位 - 平安神宮（京都府）
- 16位 - 尼崎の寺町（兵庫県）
- 17位 - 葛城の道（奈良県）
- 18位 - 日吉のもみじ（滋賀県）
- 19位 - 飛鳥路（奈良県）
- 20位 - 近江富士（三上山）（滋賀県）
- 21位 - 比良の暮雪と緑の湖畔（滋賀県）
- 22位 - 石山寺及び瀬田川（滋賀県）
- 23位 - 大和多武峰（奈良県）
- 24位 - 水間観音（大阪府）
- 25位 - 長浜豊公園から望む琵琶湖の落日（滋賀県）
- 26位 - 根来寺（和歌山県）
- 27位 - 嵐山渡月橋（京都府）
- 28位 - 奈良公園（奈良県）
- 29位 - 万葉の阿紀野（奈良県）
- 30位 - 白崎衣海岸（和歌山県）
- 31位 - 田辺湾の夕景（和歌山県）
- 32位 - 煙樹ヶ浜（和歌山県）
- 33位 - 彦根城（滋賀県）
- 34位 - 城崎温泉（兵庫県）
- 35位 - 那智の滝（和歌山県）
- 36位 - 慶野松原（兵庫県）
- 37位 - 粉河寺庭園（和歌山県）
- 38位 - 栄山寺（奈良県）
- 39位 - 円月島（和歌山県）
- 40位 - 月ヶ瀬梅渓（奈良県）
- 41位 - 串本の橋杭岩（和歌山県）
- 42位 - 東条湖（兵庫県）
- 43位 - 三井寺より望む風景（滋賀県）
- 44位 - 紀三井寺（和歌山県）
- 45位 - 天神祭（大阪府）
- 46位 - 石清水八幡宮（京都府）
- 47位 - 大阪城（大阪府）
- 48位 - 金剛山（大阪府）
- 49位 - 東映太秦映画村（京都府）
- 50位 - 永源寺（滋賀県）
- 51位 - 岸和田だんじり祭り（大阪府）
- 52位 - 天橋立（京都府）
- 53位 - 出雲大社厳分祠 後藤神社（京都府）
- 54位 - 観心寺（大阪府）
- 55位 - 秋の岩間山（滋賀県）
- 56位 - 枚方祭り（大阪府）
- 57位 - 鳴き砂の琴引浜（京都府）
- 58位 - 葛井寺（大阪府）
- 59位 - 保津川下り（京都府）
- 60位 - 竹田城跡（兵庫県）
- 61位 - 須磨寺（兵庫県）
- 62位 - 竹野浜（兵庫県）
- 63位 - 柳生の里（奈良県）
- 64位 - 平岡梅林（大阪府）
- 65位 - 室津小五月祭（兵庫県）
- 66位 - みたらい渓谷（奈良県）
- 67位 - 谷瀬の大吊り橋（奈良県）
- 68位 - 大江山双峰パーク（京都府）
- 69位 - 曽爾高原（奈良県）
- 70位 - 姫路城（兵庫県）
- 71位 - 龍野公園（兵庫県）
- 72位 - 石切神社（大阪府）
- 73位 - 蟹満寺（京都府）
- 74位 - 御嶽山清水寺（兵庫県）
- 75位 - 平等院（京都府）
- 76位 - 三木大宮八幡宮秋祭り（兵庫県）
- 77位 - 金剛輪寺（滋賀県）
- 78位 - 湯村温泉（兵庫県）
- 79位 - 琵琶湖大橋（滋賀県）
- 80位 - 百間山渓谷（和歌山県）
- 81位 - 経ヶ岬灯台（京都府）
- 82位 - 兵庫県立フラワーセンター（兵庫県）
- 83位 - 海神社（兵庫県）
- 84位 - 能勢妙見山（大阪府）
- 85位 - 原不動滝（兵庫県）
- 86位 - 長谷寺（奈良県）
- 87位 - 多田神社（兵庫県）
- 88位 - 高源寺（兵庫県）
- 89位 - 能登川町承水溝の葦地（兵庫県）
- 90位 - 橿原市今井町の町並み（奈良県）
- 91位 - 浄土寺（兵庫県）
- 92位 - 犬鳴山（兵庫県）
- 93位 - 国立文楽劇場（大阪府）
- 94位 - 余部橋梁（兵庫県）
- 95位 - 信貴山（奈良県）
- 96位 - 串柿の里（和歌山県）
- 97位 - 安土城跡（滋賀県）
- 98位 - 由良海岸（京都府）
- 99位 - 太郎坊宮（滋賀県）
- 100位 - 常照皇寺（京都府）

## 関連文献
- 近畿郵政局監修『はがきで選んだ近畿100景　新しい発見楽しい旅』研進社、1986年